# Aéroport Kaslo
Pour les articles homonymes, voir Kaslo.
L'aéroport de Kaslo, (code IATA : CBR2) est situé dans le village de Kaslo (en) en Colombie-Britannique.